# Hetairosyna terpna
Hetairosyna terpna is een eenoogkreeftjessoort uit de familie van de Asterocheridae. De wetenschappelijke naam van de soort is voor het eerst geldig gepubliceerd in 1991 door Humes.